# Bistum Neuquén
Das Bistum Neuquén (lat.: Dioecesis Neuqueniana, spanisch: Diócesis de Neuquén) ist eine in Argentinien gelegene römisch-katholische Diözese mit Sitz in Neuquén. Ihr Gebiet umfasst die Provinz Neuquén.

## Geschichte
Das Bistum Neuquén wurde am 10. April 1961 durch Papst Johannes XXIII. aus Gebietsabtretungen des Bistums Viedma errichtet. Das Bistum ist dem Erzbistum Mendoza als Suffraganbistum unterstellt.

## Bischöfe von Neuquén
- Jaime de Nevares SDB, 1961–1991
- Agustín Roberto Radrizzani SDB, 1991–2001, dann Bischof von Lomas de Zamora
- Marcelo Angiolo Melani SDB, 2002–2011
- Virginio Domingo Bressanelli SCI, 2011–2017
- Fernando Martín Croxatto, seit 2017